# Alectis indicus
Alectis indicus es una especie de peces de la familia Carangidae en el orden de los Perciformes.

## Morfología
• Los machos pueden llegar alcanzar los 165 cm de longitud total y los 25 kg de peso.

## Distribución geográfica
Se encuentra desde las  costas del Mar Rojo y del África Oriental hasta la Polinesia Francesa, el sur del Japón, el Mar de Arafura y Australia.